# Прапор Бланкенберґе
Прапор Бланкенберґе був офіційно прийнятий муніципальною радою 11 березня 1987 року як муніципальний прапор західнофламандського міста та комуни Бланкенберґе. 13 жовтня 1987 року він був підтверджений урядом Фландрії та остаточно опублікований 16 вересня 1988 року в офіційному бельгійському державному віснику.

Офіційно прапор описується так: 
Три смуги чорного, білого та чорного кольорів, співвідношення довжини 1:2:1, з гербом комуни посередині білого кольору.
Кольори прапора походять від міського герба, який також зображений на прапорі.

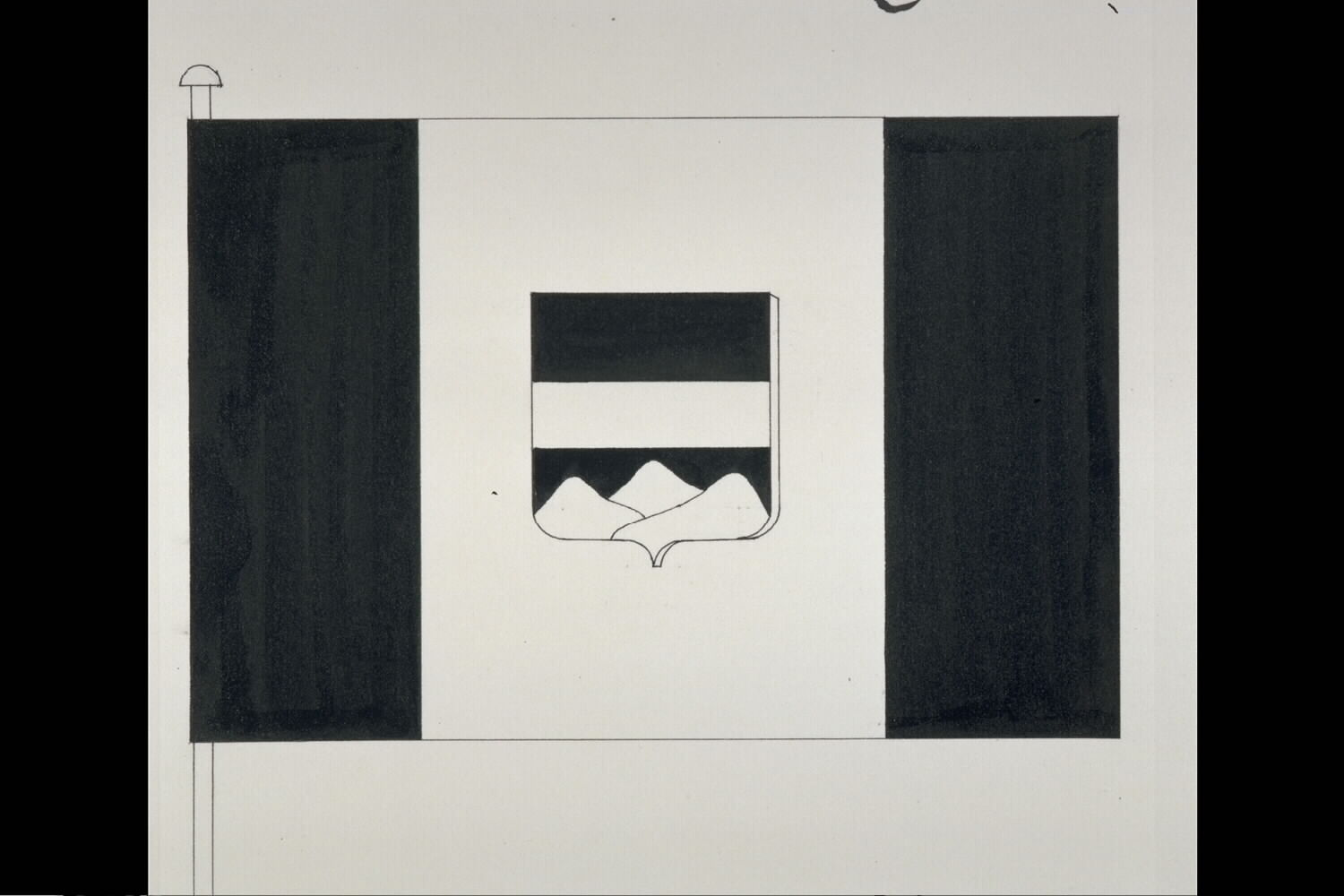
Офіційний малюнок прапора
Герб Бланкенберґе